# Soumarská stezka na Monte Cengio
Soumarská stezka na Monte Cengio, (italsky Mulattiera di arroccamento al Monte Cengio) je soumarská stezka nalézající se na hoře Monte Cengio ve Vicentinských Alpách. Tato soumarská stezka byla vybudována v první světové válce tak, aby zajistila přímý přístup do vrcholové oblasti hory z nížiny pod Vicenzou.

## Popis
Postavila ji 93. rota Zappatori I Reggimento Genio v letech 1917–1918. Soumarská stezka (známá také jako Granatiera, na počest "sardinských granátníků", kteří v oblasti sváděli urputné boje) využívá převážně přírodní římsy, v některých úsecích se nacházejí také tunely vyhloubené přímo ve skále.
Bylo rozhodnuto ji vybudovat, aby bylo možné i za denního světla, vzhledem k jejímu umístění, vystoupit s materiálem a vojáky a posílit tak obranu hory Monte Cengio, která se po rakousko-uherských ofenzívách stala posledním horským západním opěrným bodem italské armády. V případě dobytí Monte Cengia by totiž císařští mohli snadno dosáhnout nížiny pod ním.
Některé tunely soumarské stezky byly vhodné i jako úkryty pro vojáky v případě nepřátelského bombardování. Úsek stezky v nadmořské výšce 1351 m zahrnuje hlavní tunel o délce 187 m a průřezu 3x4 m, kde byla vybudována také betonová nádrž na vodu o objemu 150 m³. Celkový výškový rozdíl 1150 m byl překonán pomocí dvou čerpacích stanic. Z řeky Astico se tak voda dostala do jeskynní nádrže podél "la Granatiera", odkud byla následně rozváděna po celé oblasti. Tato čerpací stanice měla velký význam, protože sloužila k zásobování italských vojsk umístěných v jihozápadní oblasti náhorní plošiny.
Tato soumarská stezka měla být propojena s údolím Val d'Astico lanovkou, která však nebyla nikdy dokončena.

## Galerie

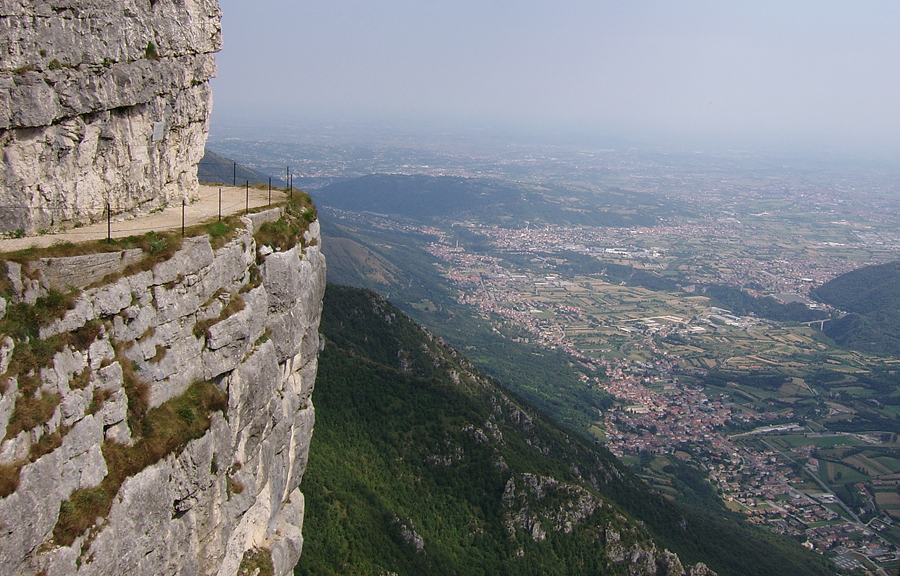
pohledy z cesty
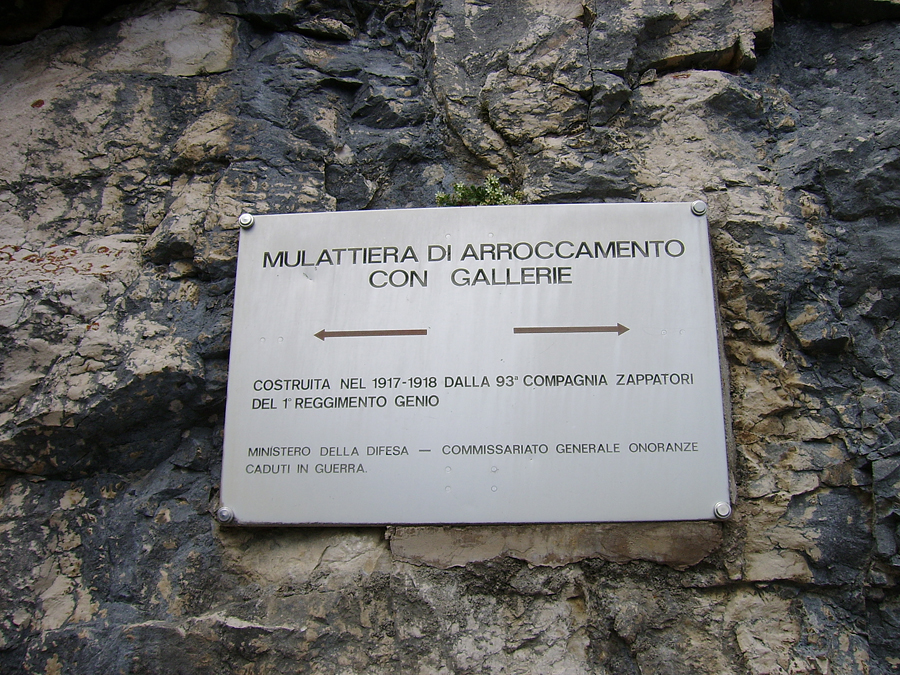
pohledy z cesty
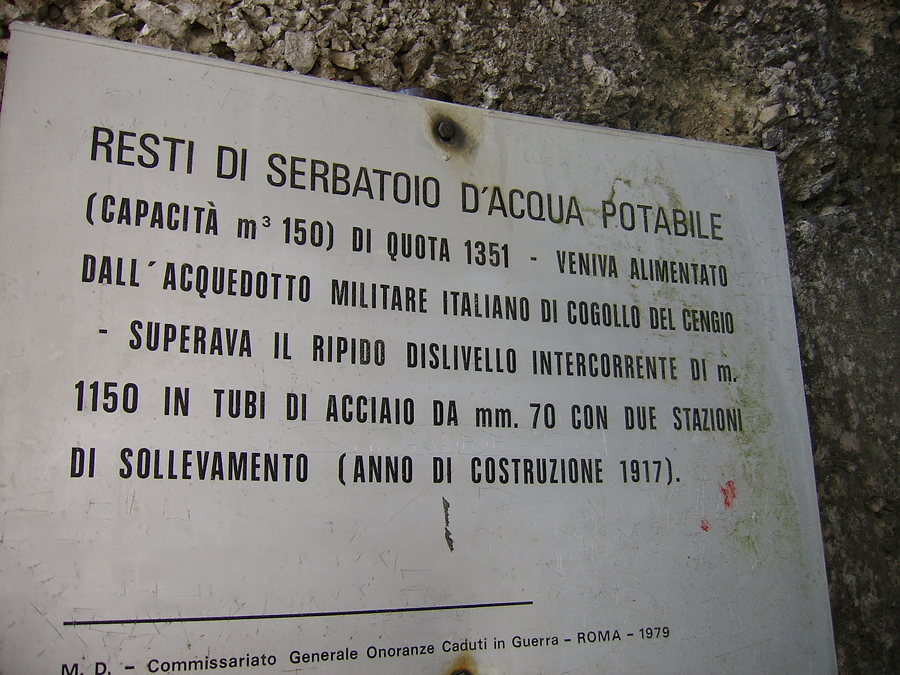
pohledy z cesty
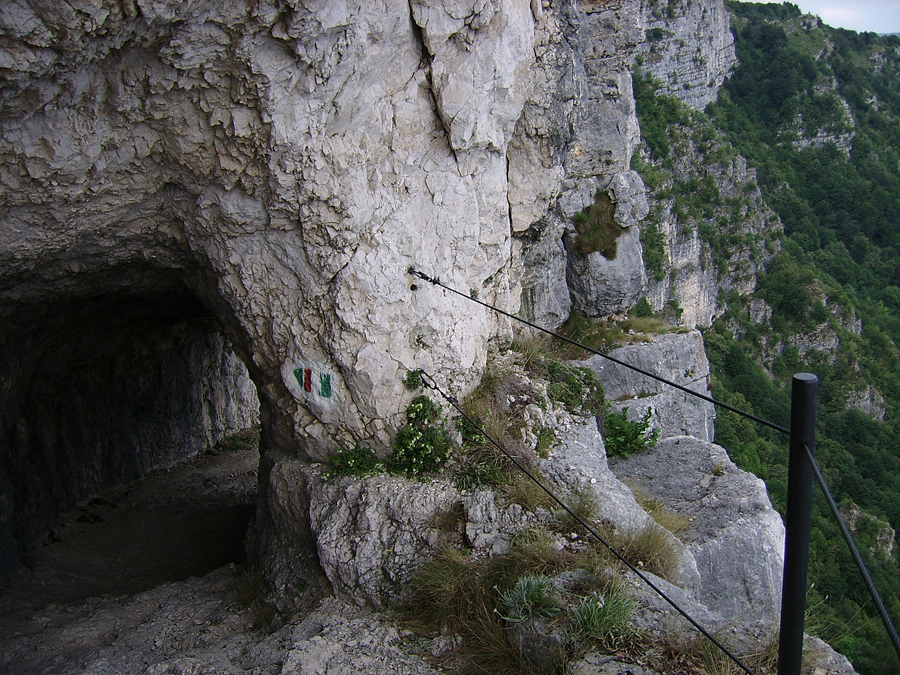
pohledy z cesty
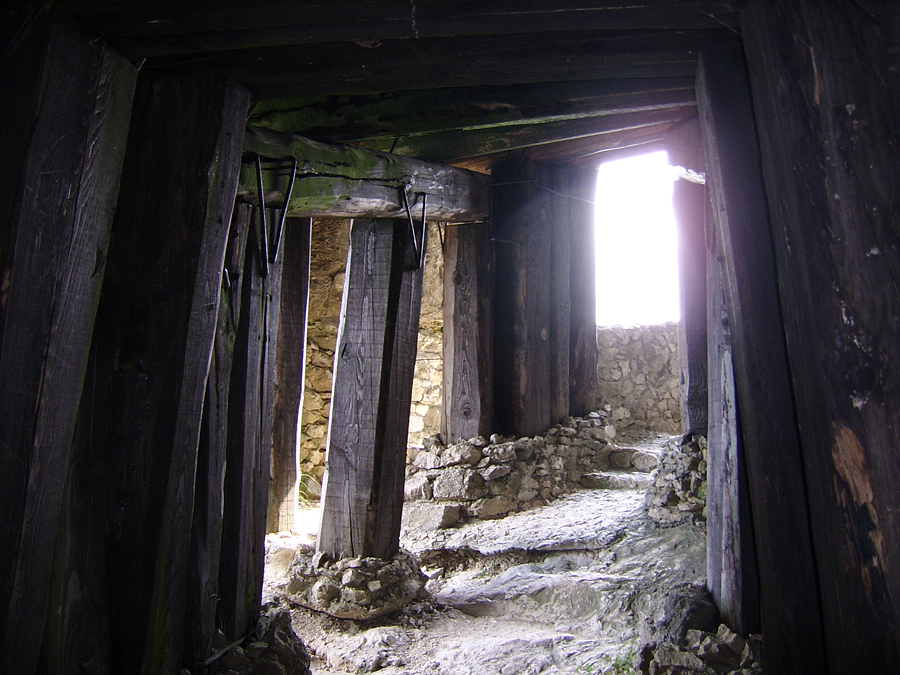
pohledy z cesty
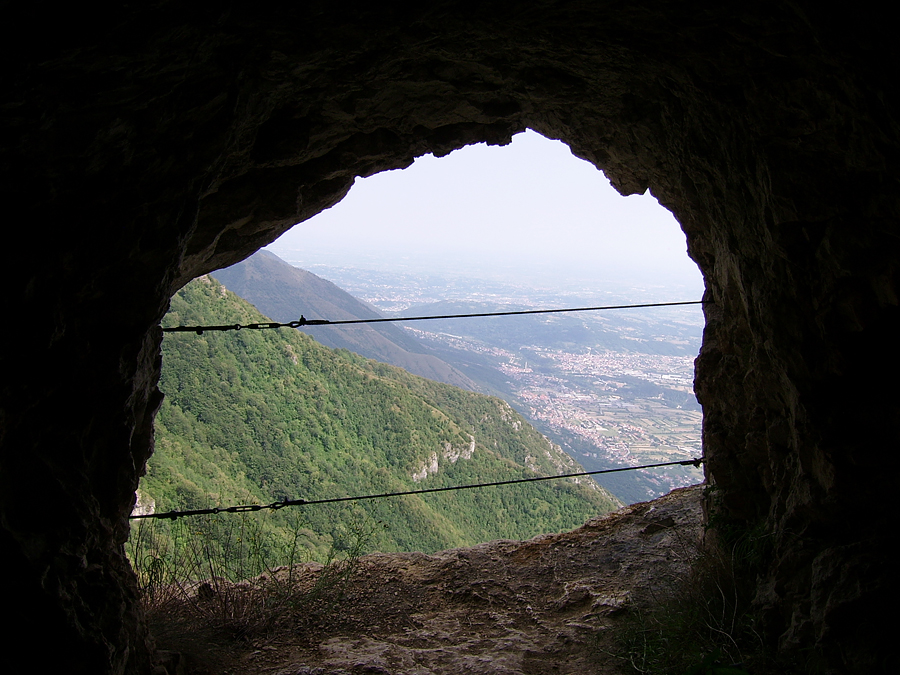
pohledy z cesty
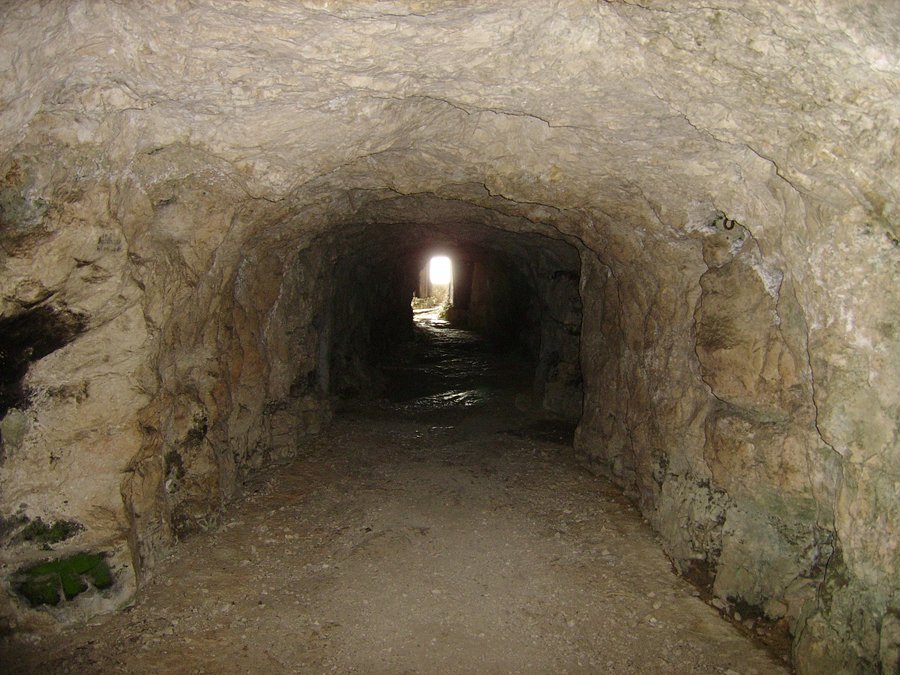
pohledy z cesty
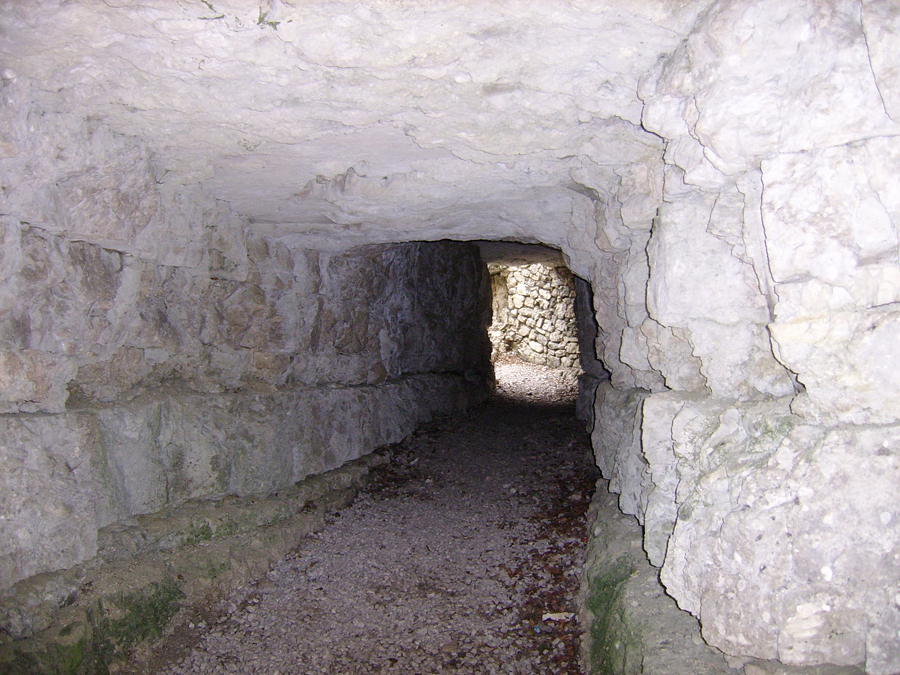
pohledy z cesty
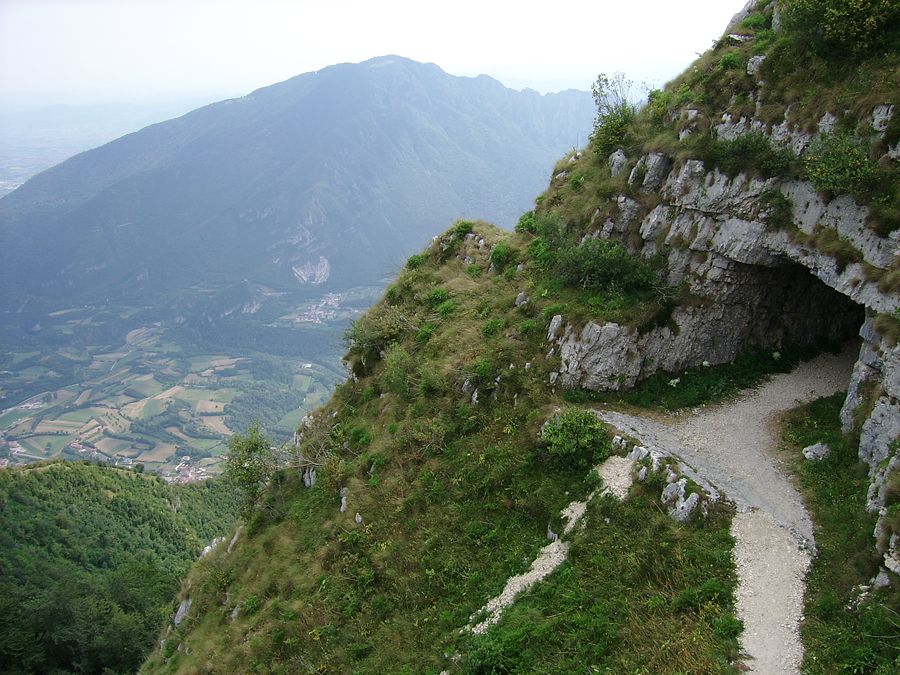
pohledy z cesty
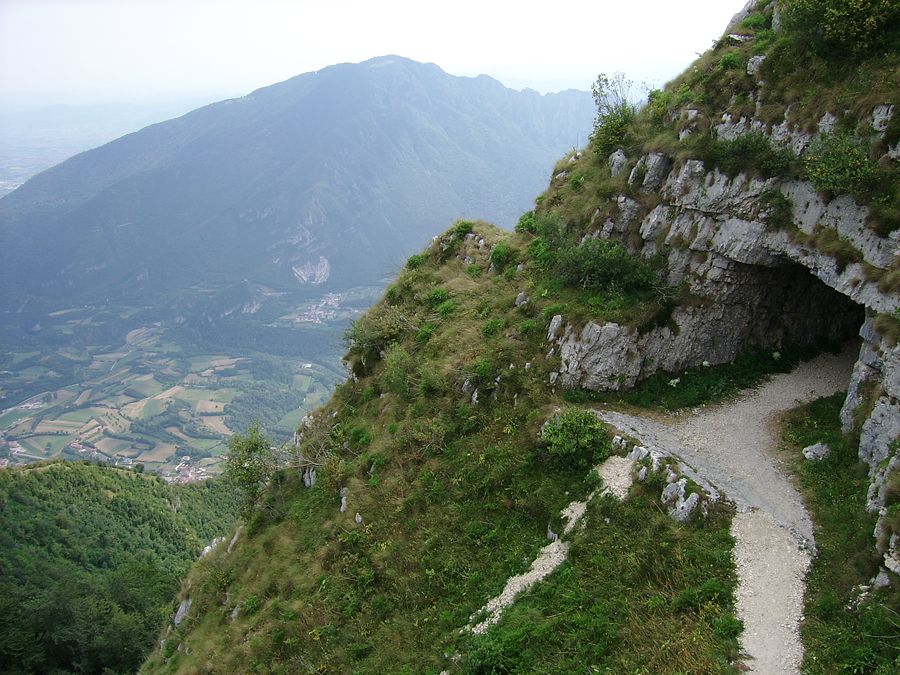
pohledy z cesty